# 韦湑
韦湑（7世纪—700年代），字潤甫，唐中宗韦皇后堂兄弟，韦玄俨子，韦温弟。中宗复唐后，韦湑由洛州户曹参军事连拜左羽林大将军，封曹国公。子韦捷尚成安公主。
韦湑最初兼脩文馆大学士。韦湑兄弟颇以善于文词得到进用，中宗广选文章侍从，与他们赋诗相娱乐，韦湑虽为学士，常在北军，无所造作。
当时荧惑久留羽林军，韦皇后厌恶，以为应在韦湑身上，就趁韦湑随驾到温泉时将其毒杀以应天变，托言病故，厚赠司徒、并州大都督。